# Jogada
Jogada (en népalais : जोगडा) est un comité de développement villageois du Népal situé dans le district de Rupandehi. Au recensement de 2011, il comptait 6 102 habitants.